# Полтерович, Виктор Меерович
Ви́ктор Ме́ерович Полтеро́вич (род. 27 декабря 1937, Москва) — советский и российский экономист, кандидат физико-математических наук (1971), доктор экономических наук (1991), член-корреспондент РАН по Отделению экономики (2000), академик РАН (2003), президент Новой экономической ассоциации (с 2009 года).

## Биография
Родился в семье инженера-технолога, кандидата экономических наук Меера Лейбовича Полтеровича (1904—1960), автора «Немецко-русского словаря по кожевенной и обувной промышленности» (с А. Е. Шапиро, М.: Физматгиз, 1960), и инженера-химика Суламифи Юдовны Герчиковой (1903—1989), выпускницы МХТИ им. Д. И. Менделеева.
Окончил Московский институт нефтехимической и газовой промышленности (1962). В 1958 году был отчислен с третьего курса с формулировкой «За низкий уровень политического сознания, не отвечающий требованиям и достоинству советского студента» за участие в литературно-художественном клубе института, где обсуждали футуристов, символистов, имажинистов, читали Хлебникова, Белого, Есенина. Исключили также из комсомола, но вскоре восстановили, вынеся строгий выговор. Полтерович год отработал рабочим на Дорогомиловском химическом заводе и был восстановлен снова на третий курс.
Работал в Институте автоматизации газовой и нефтяной промышленности (1962—1966). В 1966 году окончил вечернее отделение МГУ по специальности «математика». С 1966 года работает в Центральном экономико-математическом институте (в настоящее время — заведующий лабораторией математической экономики). В 1990 году защитил докторскую диссертацию «Экономическое равновесие и оптимум при гибких и негибких ценах». С 2004 по 2010 год — проректор Российской экономической школы. Преподает в Московской школе экономики. Ранее преподавал в качестве приглашённого профессора в Пенсильванском университете (1990).
Член Эконометрического общества (1989) и Европейской академии (1992). Член редколлегии журналов Journal of Mathematical Economics (с 1985), «Вестник Российской академии наук» (с 2018) и «Общественные науки и современность». Входил в редколлегию журнала Econometrica (1989—1995). Член исполкома Международной экономической ассоциации. Прочёл лекцию Вальраса — Боули на североамериканском собрании Эконометрического общества (1991).
Семья
Сыновья: израильские математики Леонид Полтерович (род. 1963) и Иосиф Полтерович (род. 1974).

## Общественная позиция
В феврале 2022 года подписал открытое письмо российских учёных и научных журналистов с осуждением вторжения России на Украину и призывом вывести российские войска с украинской территории.

## Основные работы
Монографии
- Экономическое равновесие и хозяйственный механизм. — М.: Наука, 1990. — 256 с.
- Элементы теории реформ. — М.: Экономика, 2007. — 446 с. — ISBN 978-5-282-02803-4.
- Формирование ипотеки в догоняющих экономиках: проблема трансплантации. — М.: Наука, 2007. — 196 с. (в соавт. с О. Ю. Старковым)
- Стратегия модернизации российской экономики. — СПб.: Алетейя, 2010. — 424 с. (рук. проекта; автор глав 1, 2, с. 7-90).

Статьи
- Об одной модели перераспределения ресурсов // Экономика и математические методы. 1970. Т. 6. Вып. 4;
- Rationing, Queues and Black Markets // Econometrica. 1993, № 1;
- Институциональные ловушки и экономические реформы // Экономика и математические методы. 1999. Т. 35. Вып. 2;
- Парадоксы российского рынка труда и теория коллективных фирм // Экономика и математические методы. 2003. Т. 39. Вып. 2;
- Трансплантация экономических институтов // Экономическая наука современной России. 2001. № 3;
- Институциональные ловушки: есть ли выход? // Общественные науки и современность. 2004. № 3;
- К руководству для реформаторов: некоторые выводы из теории экономических реформ // Экономическая наука современной России. 2005. № 1 (28);
- Стратегии институциональных реформ. Перспективные траектории Архивная копия от 11 декабря 2014 на Wayback Machine // Экономика и математические методы. 2006. Т. 42. Вып. 1;
- Стратегии институциональных реформ. Китай и Россия Архивная копия от 18 ноября 2011 на Wayback Machine // Экономика и математические методы. 2006. Т. 42. Вып. 2;
- Механизмы «ресурсного проклятия» и экономическая политика // Вопросы экономики, 2007. № 6. С.4-27 (совместно с В. Поповым и А. Тонисом);

## Награды
- Премия имени Н. Д. Кондратьева (1992) — за серию работ по теме «Диффузия нововведений и экономический рост»
- Премия имени Л. В. Канторовича (1999) — за цикл работ по теории экономического равновесия и её приложениям к проблемам переходной экономики